# ГАЗ-50
ГАЗ-50 — советская опытная колёсная боевая машина пехоты (БМП). 
Разработана в городе Горький (Нижний Новгород) в конструкторском бюро Горьковского Автомобильного Завода (ГАЗ). Серийно не производилась.

## История
БМП ГАЗ-50 разработана в 1971 году в конструкторском бюро ГАЗ. За базу был взят бронетранспортёр БТР-60ПБ (ГАЗ-49). Испытания опытный образец прошёл, но на вооружение ВС Союза ССР принят не был, однако впоследствии на базе ГАЗ-50 был создан бронетранспортёр БТР-70.

## Описание конструкции

### Броневой корпус и башня
Корпус и башня сварены из броневых катаных стальных листов и обеспечивают противопульное бронирование. В корме размещена силовая установка. В башне размещено боевое отделение и вооружение. Через люки в бортах обеспечивается выход десанта.
В передней части корпуса размещены места водителя и командира. Над которыми имеются индивидуальные люки для выхода экипажа из машины.

### Вооружение
Основным вооружением являлся гладкоствольный 73-мм гранатомёт 2А28 «Гром». Боекомплект составлял 40 выстрелов.
С основным орудием был спарен танковый вариант 7,62-мм пулемёта Калашникова (ПКТ). Возимый боекомплект составлял 2000 патронов.
Для борьбы с танками на машине была установлена пусковая установка противотанковой управляемой ракеты 9М14М или «Малютка». Возимый боекомплект составлял 4 ракеты.

### Ходовая часть
Для движения по воде используются водомёты.

## Машины на базе
БТР-70 — советский бронетранспортёр — боевая колёсная плавающая бронемашина, предназначенная для транспортировки личного состава мотострелковых подразделений и их огневой поддержки, в том числе и в условиях применения оружия массового поражения.

## Сохранившиеся экземпляры
На сегодняшний день сохранившийся экземпляр находится в Танковом музее в городе Кубинка. 

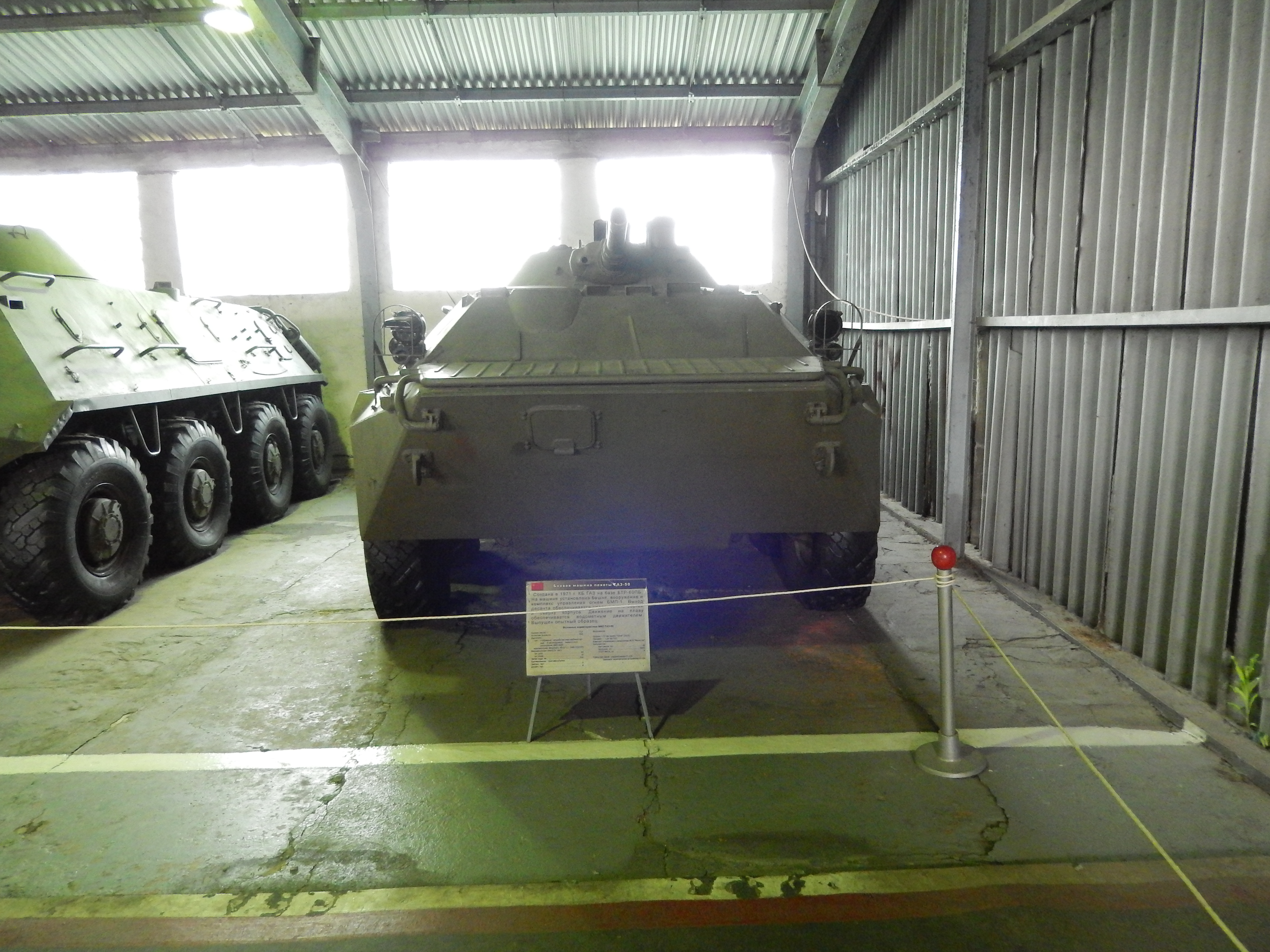
ГАЗ-50 в Танковом музее Кубинка